# 卡瓦内利亚斯
卡瓦内列斯，是西班牙加泰罗尼亚赫罗纳省的一个市镇。总面积56平方公里，总人口225人（2001年），人口密度4人/平方公里。